# 韓尼茲 2-47
韓尼茲 2-47是一個年輕的行星狀星雲，位於南半球的船底座方向上，距離地球大約6,600光年。
韓尼茲 2-47包含6個氣體和塵埃組成的瓣，這暗示在星雲中心的恆星至少三度改變噴流的方向，將物質拋向三個不同的方向。在每一次的拋射，恆星都發射出一對指向相對方向的狹窄氣體噴流，最終使星雲呈現目前所見的形狀。